# Ahorn-Rindeneule

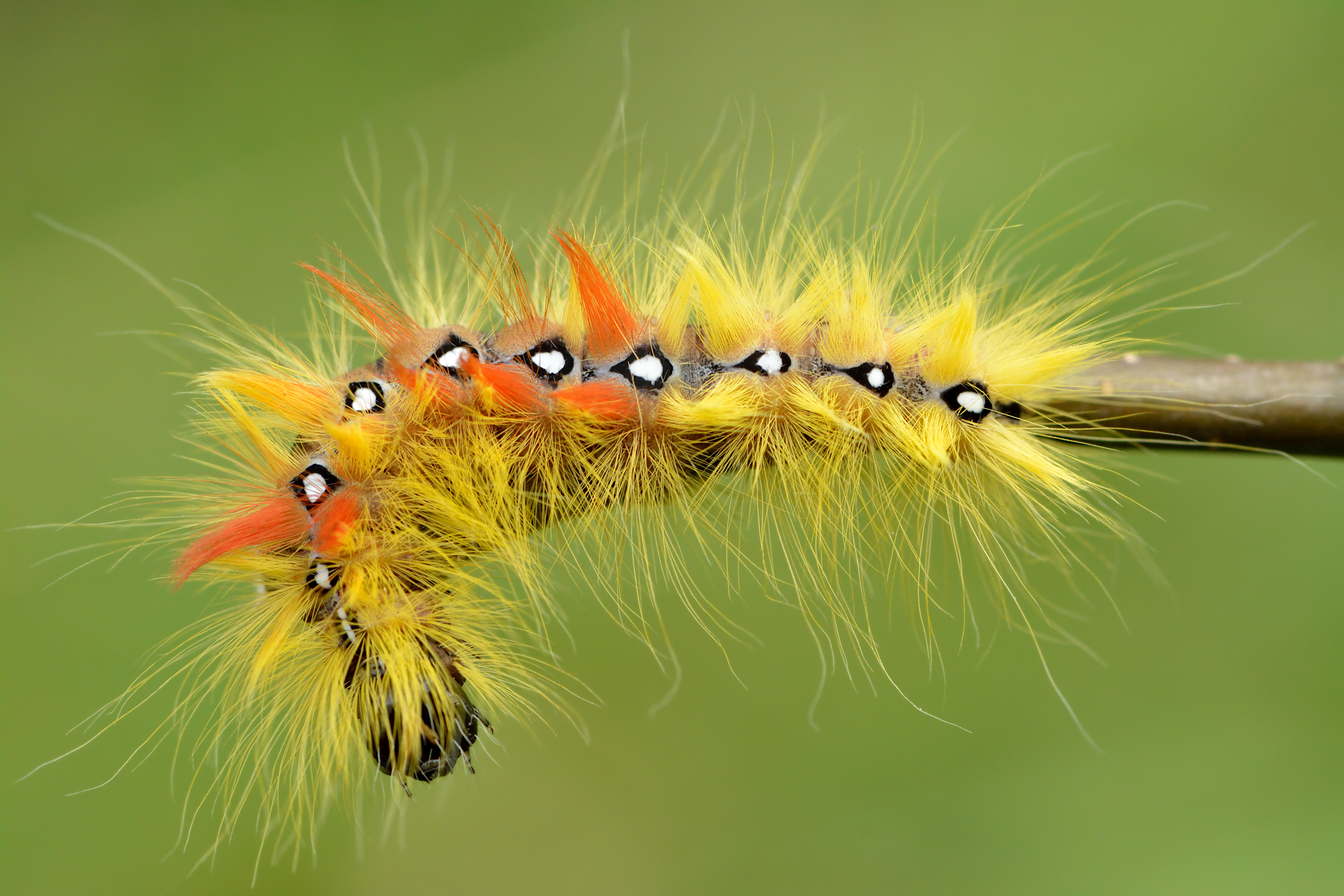
Raupe der Ahorn-Rindeneule

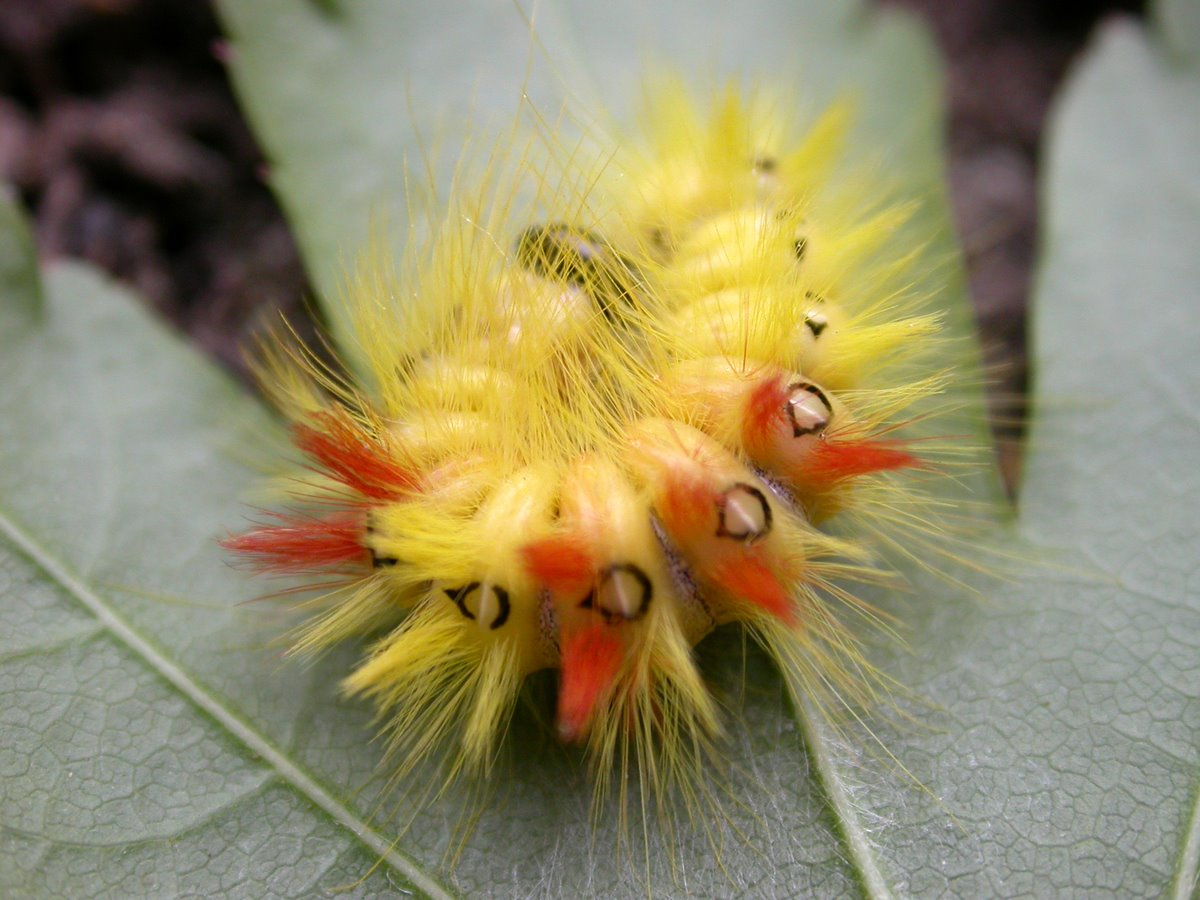
Raupe in Abwehrhaltung

Die Ahorn-Rindeneule (Acronicta aceris), auch Ahorneule oder Rosskastanieneule genannt, ist ein Schmetterling (Nachtfalter) aus der Familie der Eulenfalter (Noctuidae).

## Merkmale
Die Falter erreichen eine Flügelspannweite von 41 bis 49 Millimetern. Sie haben Vorderflügel, deren Grundfarbe von hellgrau bis dunkelgrau variiert. Ein kurzer, dunkler als die Grundfarbe gehaltener Wurzelstrich und ein in der Mitte unterbrochener, ebenfalls dunkler Tornalstrich sind immer vorhanden. Innere und äußere Querlinie sind schwarz, doppelt gezeichnet und deutlich gezackt. Die äußere Querlinie ist zwischen Hinterrand und tornalem Strich scharf gewinkelt und springt deutlich nach innen zurück. Der Mittelschatten ist zwar immer vorhanden, aber nur schwach ausgebildet und außerdem zur äußeren Querlinie hin verschoben. Die Saumlinie ist durch kleine schwarze Punkte angedeutet. Die in der Grundfarbe gehaltene Ringmakel ist meist relativ groß, rundlich bis längselliptisch und schwarz umrandet. Aber auch Exemplare mit etwas kleineren Ringmakeln kommen vor, deren schwarze Umrandung unvollständig ist. Die Nierenmakel ist ebenfalls meist groß und schwarz umrandet. Sie weist in der Mitte einen dunkleren Fleck und einen dunkleren Strich auf. Die Fransen sind hellgrau mit schmalen interneuralen (Pfeil-)Strichen. Beim Männchen sind die Hinterflügel weiß, bei den Weibchen weiß mit dunkler Flügeläderung. Die Mittellinie ist bei beiden Geschlechtern vorhanden, beim Männchen aber nur schwach ausgebildet und durch eine Punktreihe angedeutet. Die Fransen der Hinterflügel sind grau mit interneuralen Strichen. Die Unterseiten der Hinterflügel sind weißlich bis grau, die Unterseiten der Vorderflügel dunkelgrau. Vorder- und Hinterflügel weisen auf der Unterseite eine Mittellinie und einen Diskalfleck auf. Kopf und Thorax sind wie die Vorderflügel in unterschiedlichen Grautönen gefärbt.
Die Eier sind flach-kegelförmig mit einem leicht eingezogenen, gerundeten Rand. Die Oberfläche ist mit schwachen, leicht gewellten Längsrippen besetzt. Die Eier sind anfangs gelblichweiß, sie verfärben sich aber schnell. Sie sind dann rötlichbraun und haben weiße Flecke.
Die Raupen werden ca. 40 Millimeter lang. Ihre Grundfärbung ist grau, von der kann man aber durch ihre bizarren Haare nicht viel erkennen. Die Haare (besser Borsten) sind gelb oder orangefarben und größtenteils in kegelförmigen Büscheln angeordnet, die in alle Richtungen abstehen. Am Rücken fehlen Haare, auf jedem Segment ist ein großer weißer, leicht karoförmiger Fleck, der schwarz umrandet sichtbar ist.
Die Puppe ist rotbraun und weist einen stumpfen Kremaster mit dornenförmigen Borsten auf.

## Geographisches Vorkommen und Lebensraum
Das Verbreitungsgebiet der  Ahorn-Rindeneule reicht von der Iberischen Halbinsel im Westen bis an den Ural. Von dort weiter durch Sibirien, Zentralasien, den Altai bis nach Westchina. In Europa zieht sich die südliche Verbreitungsgrenze durch Zentralspanien (abgesehen von einem kleinen isolierten Vorkommen in Südportugal und einem weiter nach Süden reichenden Vorkommen in der Sierra Nevada), Frankreich, Korsika, Italien, die Balkanhalbinsel bis nach Kleinasien. Die Art kommt auch in Nordwestafrika, Zypern, im Nahen Osten (Libanon, Syrien, Israel und Jordanien) und im Kaukasusgebiet vor. Im Norden reicht die Verbreitung auf den Britischen Inseln bis etwa Mittelengland. In Skandinavien reicht die Verbreitung bis Südnorwegen, Südschweden und Südfinnland mit einigen wenigen, isolierten Vorkommen auch nördlich dieser Grenze, und von dort quer durch Zentralrussland zum Ural-Gebirge.
Die Tiere leben in feuchten Laubwäldern mit Ahornen (Acer) und Pappeln (Populus), aber auch in etwas trockeneren Gebieten wie Städten und Dörfern mit Alleen, Parkanlagen und Gärten. Sie sind zwar weit verbreitet, aber selten. In den Alpen kommt die Art bis 1600 m vor.

## Lebensweise
Die Ahorn-Rindeneule bildet im Süden ihres Verbreitungsgebietes zwei bis drei Generationen pro Jahr, im Norden wird nur eine Generation gebildet. In Süddeutschland sind die Befunde nicht ganz eindeutig, ob lediglich eine einzige, lang ausgedehnte Generation oder zwei Generationen pro Jahr gebildet werden. In Baden-Württemberg beginnt die Flugzeit der Falter in tiefer gelegenen Regionen wie die Oberrheinebene etwa Mitte Mai, sehr selten auch schon Ende April. Sie zieht sich bis in den September hinein. Zumindest in diesen tiefer gelegenen Regionen ist häufig ein zweites kleines Maximum von Ende Juli bis Anfang September zu beobachten, das eher für eine partielle zweite Generation spricht. Dagegen erscheinen die Falter in höher gelegenen Regionen wie Schwarzwald und Schwäbische Alb nicht vor Anfang Juni und fliegen bis etwa Mitte August. Hier dürfte wohl eher nur eine Generation gebildet werden. Tagsüber ruhen die Falter an Baumstämmen; sie fliegen nachts auch künstliche Lichtquellen an. Die Raupen findet man von Juli bis September. Die Raupen ernähren sich überwiegend von den Blättern von Bergahorn (Acer pseudoplatanus), Gewöhnlicher Rosskastanie (Aesculus hippocastanum), Pappeln (Populus) und Weiden (Salix), aber auch an Eichen (Quercus), Buchen (Fagus), Linden (Tilia) und Ulmen (Ulmus). Die Raupen rollen sich bei Störungen ein und bilden eine Kugel mit nach außen weisenden Haaren. Im eingerollten Zustand sind sie kaum noch als Raupen zu erkennen. Sie verpuppen sich in einem Kokon, der zum Teil aus ihren Haaren besteht. Darin überwintern sie. Die Puppe überliegt manchmal auch ein Jahr.

## Gefährdung
Die Art gilt in Deutschland insgesamt als nicht gefährdet. Im Saarland ist sie jedoch vom Aussterben bedroht (Kategorie 1), war dort auch schon früher selten. In Baden-Württemberg wird sie als gefährdet (Kategorie 3) eingestuft.

## Systematik
In der Literatur sind etliche Unterarten beschrieben worden, wie calceata (Dannehl, 1929) aus den südlichen Abruzzen, cazorlensis Calle, 1982 aus der Sierra de Cazorla (Spanien), rita Rungs, 1972 von Nordwestafrika, judaea Staudinger, 1901 von Palästina und der Südtürkei, taurica Staudinger, 1901  aus der Südtürkei und Zypern und johanna Schawerda, 1940 aus dem Nordirak. Alle Unterarten wurden jedoch von Fibiger et al. (2009) wieder unter der Nominatunterart vereinigt, so dass derzeit keine Unterarten innerhalb der Art unterschieden werden. Fibiger et al. (2009) stellen die Art zur Nominatuntergattung Acronicta (Acronicta).